# Lagoa do Saguaçu
A Lagoa do Saguaçu ou Lagoa de Saguaçu, é uma lagoa localizada no município de Joinville, no estado brasileiro de Santa Catarina.
É uma lagoa que deságua no rio Cachoeira e continua na Baía da Babitonga. Seu nome vem de eça, que quer dizer "olho", e guaçu, que significa "grande", porque do alto a lagoa se parece com um olho grande.
O nome da lagoa deu origem ao nome do bairro que fica em seu entorno, onde está localizada a prefeitura municipal de Joinville.